# Todd Edwards
Todd Edward Imperatrice (Bloomfield, 9 december 1972) is een Amerikaanse producer van UK Garage, hij is een van de grondleggers van het genre in de jaren 90.

## Discografie

### Albums
- Prima Edizione (1999)
- Nervous Innovator Series Vol 4/5 (2000)
- Full On (Volume 1) (2001)
- Full On (Volume 2) (2003)
- New Trend Sounds (2004)
- New Trend Sounds (Classics, Remixes & Beyond) (2004)
- Oddyssey (2006)
- Full On (Volume 3) (2007)

### Samenwerkingen
- Underground People (met DJ Shorty) (1995)
- One Day (met Tuff Jam) (1999)
- Stormy Day (met Filthy Rich) (2004)
- I Want You Back EP (Met Surkin) (2012)
- I've Still Got Sunshine (met Robert Lux) (2014)

### Als co-producent
- Daft Punk - Face to Face van het album Discovery (2001)[1]
- Daft Punk - Fragments of Time van het album Random Access Memories (2013)

- Bibliothèque nationale de France: cb14025809n (data)
- International Standard Name Identifier: 0000 0003 7290 1660
- MusicBrainz: fa0e2024-95ff-44b6-9a86-f0ab120b6a72
- Virtual International Authority File: 71591869